# Płytka Pioneera

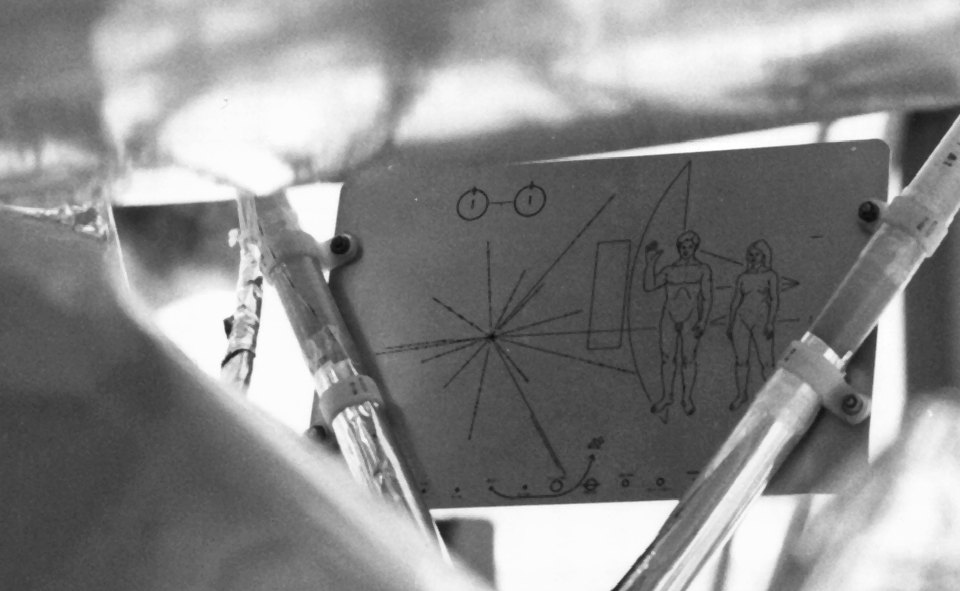
Płytka umieszczona na sondzie Pioneer 10

Płytka Pioneera (Plakietka Pioneera, Tabliczka Pioneera, Przekaz Pioneera, Przesłanie Pioneera) – dwie metalowe płytki umieszczone na sondach kosmicznych Pioneer 10 i Pioneer 11. Są to aluminiowe plakietki pokryte cienką warstwą złota o wymiarach 15 x 23 cm (6 x 9 cali) z wygrawerowanymi informacjami dla ewentualnych znalazców. Plakietki stanowią przesłanie lub przekaz dla kosmicznych istot pozaziemskich. Jest to informacja w formie graficznego listu skierowana do obcych cywilizacji.
Plakietki zostały zaprojektowane w roku 1971 przez Franka Drake'a wspólnie z Carlem Saganem z nadrukowanymi informacjami o naszej cywilizacji, a następnie zostały umieszczone na pokładzie sondy kosmicznej Pioneer 10 wystrzelonej 3 marca 1972 w kierunku Jowisza. Rysunek na płytce wykonała Linda Salzman (ówczesna żona Carla Sagana). Drugi egzemplarz plakietki znalazł się na pokładzie sondy Pioneer 11 wyniesionej 5 kwietnia 1973 roku.

## Zawartość

Przekaz Pioneera 10

Płytki zawierają wyryte na ich powierzchniach rysunkowe przedstawienie nagiej kobiety i mężczyzny na tle szkicu sondy Pioneer 10. Rysunek sondy wykonano w tej samej skali co ludzką parę w celu pokazania rozmiarów człowieka.
Na dolnym brzegu płyty widać wyraźnie rysunek Układu Słonecznego z zaznaczeniem planety Ziemi jako miejsca startu sondy oraz toru jej lotu. Kontrowersje budziła użyta w tym miejscu strzałka, która dla innych cywilizacji nie musi być oczywistym symbolem. 
Na płytce wygrawerowano również szkic lokalizujący Słońce w Drodze Mlecznej, przy czym jego położenie przedstawiono względem 14 pulsarów Drogi Mlecznej oraz względem środka naszej galaktyki. 
W górnej części przedstawiono symbol promieniującego atomu wodoru ustalający jednostki użyte do przekazania informacji na płytce. Jako jednostkę odległości przyjęto długość fali odpowiadającej przejściu między dwoma stanami spinowymi w atomie wodoru. Gdy następuje przejście atomu wodoru ze stanu antyrównoległego do stanu równoległego, to atom wysyła kwant promieniowania elektromagnetycznego o długości fali około 21 centymetrów. Odpowiadająca tej długości częstotliwość to 1420 MHz, w związku z czym okres tej fali wynosi około 0,7 ns. To on właśnie stanowi w informacjach przekazywanych na płytce jednostkę czasu.
Po ustaleniu jednostek twórcy płytki musieli jeszcze użyć ich do przedstawienia konkretnych informacji. W tym celu wykorzystano system binarny. Po prawej stronie obok postaci kobiety umieszczono ciąg znaków: „|— — —”, czyli „1000”, który w zapisie binarnym oznacza liczbę 8. Przyjąwszy jako jednostkę długości 21 cm, można wywnioskować, że przeciętny wzrost kobiety to 8 × 21 cm, czyli 168 cm. 
Informacje na temat naszego układu słonecznego zakodowano nieco inaczej. Jako podstawową jednostkę przyjęto jedną dziesiątą średniej odległości Merkurego od Słońca, i przy każdej z planet umieszczono odpowiednią liczbę, mówiącą o odległości od naszej gwiazdy dla danej planety. Tak więc oczywiście dla Merkurego ta liczba to „1010”, czyli 10, a np. dla Ziemi „11010”, czyli 26, co oznacza, że Ziemia znajduje się 2,6 razy dalej od Słońca niż Merkury.
Ostatnim znaczącym elementem płytki jest wspomniany szkic położenia Słońca w Drodze Mlecznej. Każda linia, przy której zawarte są informacje binarne, symbolizuje kierunek i odległość do jednego z pulsarów (jedyna linia, która nie posiada informacji binarnej, pokazuje odległość do środka Drogi Mlecznej). Ponieważ rysunki na płytce są dwuwymiarowe, nie dało się wprost przedstawić dokładnego położenia pulsarów, ponieważ nasza galaktyka jest ostatecznie obiektem trójwymiarowym. Poradzono sobie z tym problemem następująco: sam szkic przedstawia odległości i kierunki rzutowane na płaszczyznę galaktyki (prościej mówiąc, jest to „widok z góry”). Natomiast odległość pulsara od tej płaszczyzny „w górę” albo „w dół” należy interpretować jako odległość od środka szkicu do pojedynczej kreski na danej linii. Informacje binarne przy danej linii (należy zaznaczyć, że nie są one jej częścią) są ostatnim elementem potrzebnym do zlokalizowania naszej cywilizacji. Odczytywać je należy jako wielokrotności ustalonej jednostki czasu, a oznaczają okres danego pulsara, który jest podstawową cechą tego typu gwiazd i umożliwia ich identyfikację. Ponadto pulsary zmieniają swoje okresy wraz z upływem milionów lat, zatem jeśli płytka zostanie odnaleziona w bardzo dalekiej przyszłości, możliwe będzie oszacowanie jej wieku, porównując obserwowane okresy pulsarów do tych podanych na płytce.

## Elementy płytki
| Dwa atomy wodoru w stanach antyrównoległym i równoległym | Dwa atomy wodoru w stanach antyrównoległym i równoległym |
| Mężczyzna i kobieta na tle sondy                         | Mężczyzna i kobieta na tle sondy Pionier 10              |
| Schemat sondy                                            | Sylwetka sondy                                           |
| Odległość Słońca od najbliższych pulsarów                | Odległość Słońca od najbliższych pulsarów                |
| Trasa przelotu sondy przez Układ Słoneczny               | Trasa przelotu sondy przez Układ Słoneczny               |

## Literatura
- Carl Sagan, Linda Salzman Sagan and Frank Drake. A Message from Earth. Science, New Series, 175 (4024). 25 Feb 1972, pp. 881–884. Paper on the background of the plaque. Pages available online: 1, 2, 3, 4.